# Ubuntu Cinnamon
Ubuntu Cinnamon — управляемый сообществом бесплатный дистрибутив Linux с открытым исходным кодом, основанный на Ubuntu, использующий среду рабочего стола Cinnamon вместо GNOME Shell. Первым выпуском был 19.10 «Eoan Ermine» от 4 декабря 2019 года, и это первый официальный дистрибутив, использующий Ubuntu с рабочим столом Cinnamon.

## История
Среда Cinnamon была разработана командой Linux Mint в 2011 году и впервые использовалась в качестве среды рабочего стола по умолчанию в Linux Mint 13. Идеи по объединению Ubuntu и Cinnamon не были новыми и обсуждались несколько раз до проекта. Однако эта идея так и не получила существенного развития. В 2019 году пользователь ItzSwirlz опубликовал в Ubuntu Discourse запрос информации о Cinnamon Ubuntu Flavor. Он взялся за разработку проекта, и первый релиз был выпущен позже в том же году на SourceForge. Ещё в 2020 году Пейсак выразил заинтересованность в получении статуса официального дистрибутива Canonical для Ubuntu Cinnamon Remix.

## Приложения
При установке системы автоматически устанавливается ряд пользовательских приложений, который для версии 23.04 включает в себя:
- LibreOffice (Calc, Draw, Impress, Math и Writer) — офисный пакет
- Mozilla Thunderbird — почтовый клиент
- Firefox — веб-браузер
- Rhythmbox — свободный аудиоплеер
- Nemo — файловый менеджер
- Gedit — текстовый редактор
- GIMP — графический редактор
- Gthumb — просмотр изображений
- Celluloid (ранее GNOME MPV) — видеоплеер
- Common Unix Printing System — сервер печати
- LightDM — дисплейный менеджер

Дополнительные приложения можно установить при помощи GNOME Software, а также через Synaptic или Advanced Packaging Tool.

## Выход релизов
Новые версии дистрибутива выходят каждые 6 месяцев и поддерживаются обновлениями безопасности (в течение 9 месяцев для обычной версии или 3 лет для LTS-версии (LTS — от англ. Long Term Support, то есть долгосрочная поддержка). Номер версии отображает дату выпуска: год.месяц(.выпуск); например, версия 20.04.1 — вышла в апреле 2020 года, первый исправленный выпуск.

## Версии
В 2022 году Пейсак отправил электронное письмо в Технический совет Ubuntu с просьбой предоставить официальный статус Canonical. Выпуск 19.10 «Eoan Ermine» был первым стабильным выпуском Ubuntu Cinnamon, который тогда назывался Ubuntu Cinnamon Remix. Он был выпущен 4 декабря 2019 года. В нём использовался установщик Calamares с темами Kimmo.

#### 19.10

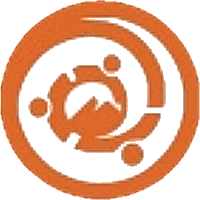
Первый логотип

Версия 19.10 «Eoan Ermine» была первым стабильным выпуском Ubuntu Cinnamon, который тогда назывался Ubuntu Cinnamon Remix. Он был выпущен 4 декабря 2019 года. В нём использовался установщик Calamares с темами Kimmo.

#### 20.04 LTS
Версия 20.04 LTS «Focal Fossa» была первой стабильной версией Ubuntu Cinnamon LTS. Помимо исправлений ошибок, она содержала в основном графические обновления, включая обновления анимации, настройки и макета.

#### 20.04.1
Версия 20.04.1 была выпущена 6 августа 2020 года. В обновлении было добавлено несколько дополнительных параметров дизайна и настройки, наиболее заметными из которых были изменения художественного оформления.

#### 20.04.2

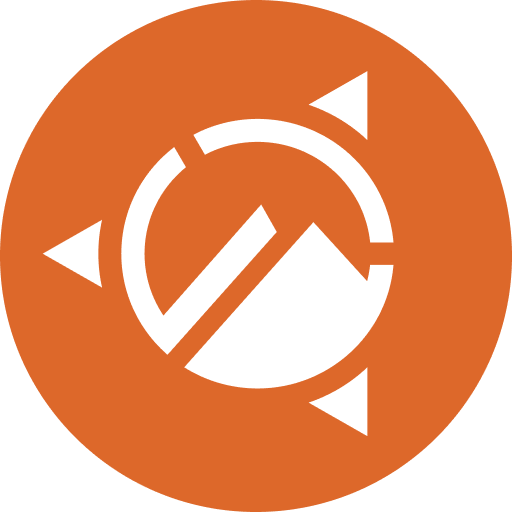
Новый логотип

Версия 20.04.2 была выпущена 4 февраля 2021 года. В обновлении в основном исправлены ошибки.

#### 20.04.3
Версия 20.04.3 была выпущена 26 августа 2021 года. В обновлении помимо обычных исправлений ошибок были представлены исправления безопасности.

#### 20.04.4
Версия 20.04.4 была выпущена 25 февраля 2022 года. В обновлении не было обновлений, специфичных для Ubuntu Cinnamon, а вместо этого просто отражались обновления Ubuntu.

#### 20.10
Версия 20.10 «Groovy Gorilla» была выпущена 22 октября 2020 года. В этой версии звуки Cinnamon заменены звуками Ubuntu, а также внесены дополнительные изменения в дизайн. В обновлении Cinnamon был обновлен до версии 4.6.6, в которой улучшена поддержка мониторов, а также улучшен макет.

#### 21.04
Версия 21.04 «Hirsute Hippo» была стандартным выпуском 24 апреля 2021 года. Эта версия в основном состояла из обновлений файлового менеджера Nemo и Cinnamon. Они были обновлены до версий 4.8.5 и 4.8.6 соответственно. Разработчик Джошуа Пейсах назвал свои «планы на будущее UCR» причиной отсутствия крупных обновлений.

#### 21.10
Версия 21.10 «Impish Indiri» была стандартным выпуском 14 октября 2021 года. Версия содержала обновления для разработчиков Linux и ключевое обновление ядра. Ядро Linux было обновлено до версии 5.13 с добавлением поддержки новых видеокарт. Python, Ruby, PHP, Perl и коллекция компиляторов GNU по умолчанию были обновлены до более новых версий.

#### 22.04 LTS
Версия 22.04 LTS «Jammy Jellyfish» была вторым выпуском Ubuntu Cinnamon LTS от 22 апреля 2022 года. Эта версия обновила версию Cinnamon до серии 5.x, перейдя на версию 5.2.7. Основные обновления в основном содержались в Ubuntu или Cinnamon, а не в самом Ubuntu Cinnamon Remix.

#### 22.10
Версия 22.10 «Kinetic Kudu» была стандартным выпуском 20 октября 2022 года. Эта версия обновила версию Cinnamon до 5.4.12, в которой было добавлено множество функций макета, а также незначительные обновления функций. Также были обновлены несколько пакетов Cinnamon. Серьёзное обновление коснулось оконного менеджера Cinnamon Muffin, код которого был перебазирован. Помимо обновлений операционной системы, это обновление также включало добавление пакетов, созданных Ubuntu Cinnamon, в основные архивы Ubuntu.

#### 23.04
Версия 23.04 «Lunar Lobster» была выпущена 20 апреля 2023 года. Это первая версия Ubuntu Cinnamon в качестве официального варианта Ubuntu.

#### 23.10
Версия 23.10 «Mantic Minotaur» была выпущена 12 октября 2023 года. Cinnamon обновлён до версии 5.8.

## Таблица версий
| Версия    | Кодовое имя     | Дата выхода     | Конец технической поддержки             | Комментарии                       |
| --------- | --------------- | --------------- | --------------------------------------- | --------------------------------- |
| 19.10     | Eoan Ermine     | 4 декабря 2019  | Июль 2020                               | Первая версия Ubuntu Cinnamon     |
| 20.04 LTS | Focal Fossa     | 7 мая 2020      | Апрель 2023                             | Первая LTS версия Ubuntu Cinnamon |
| 20.10     | Groovy Gorilla  | 22 октября 2020 | Июль 2021                               |                                   |
| 21.04     | Hirsute Hippo   | 24 апреля 2021  | Январь 2022                             |                                   |
| 21.10     | Impish Indri    | 14 октября 2021 | Июль 2022                               |                                   |
| 22.04 LTS | Jammy Jellyfish | 22 апреля 2022  | Апрель 2025                             | Последняя LTS версия              |
| 22.10     | Kinetic Kudu    | 20 октября 2022 | Июль 2023                               |                                   |
| 23.04     | Lunar Lobster   | 20 апреля 2023  | Январь 2024                             |                                   |
| 23.10     | Mantic Minotaur | 12 октября 2023 | Июль 2024                               |                                   |
|           | Будущая версия  | Текущая версия  | Старая версия без технической поддержки | Старая версия                     |

## Скриншоты

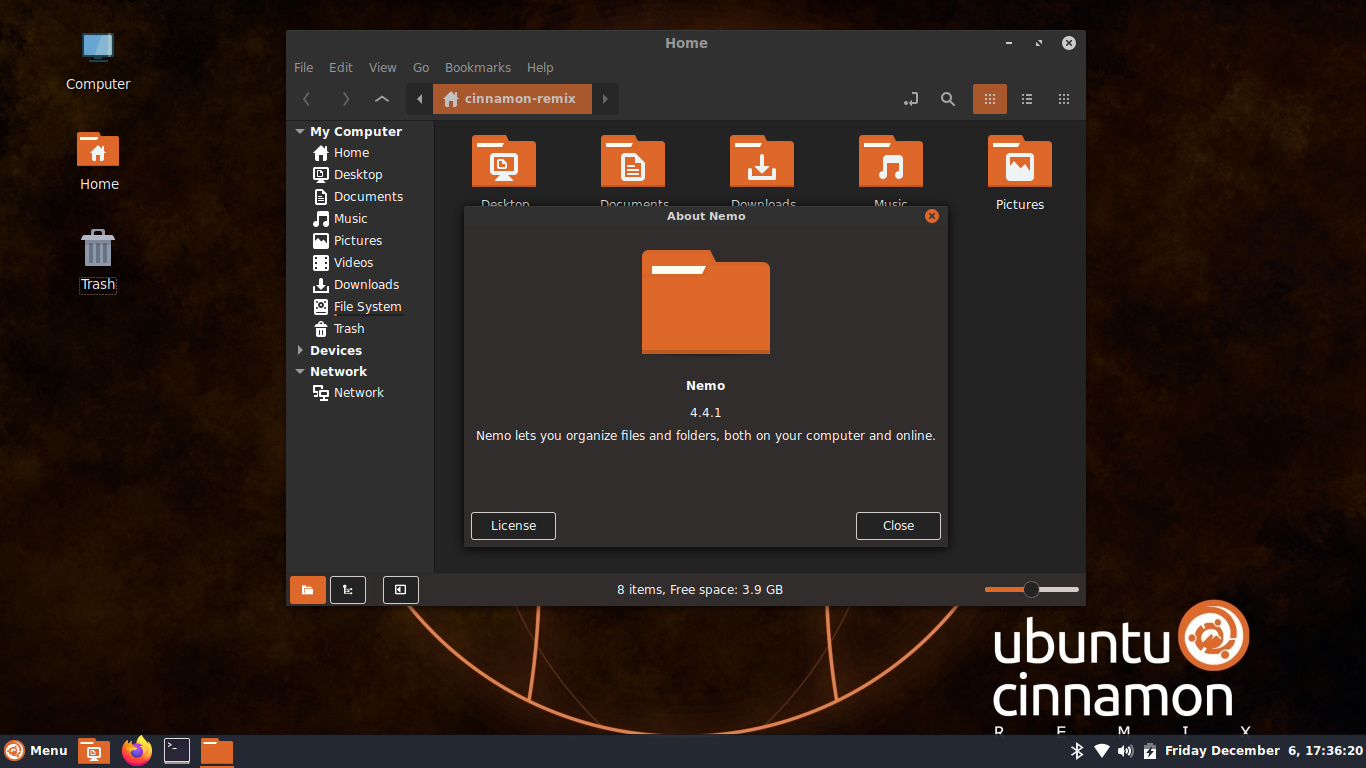
Ubuntu Cinnamon 19.10
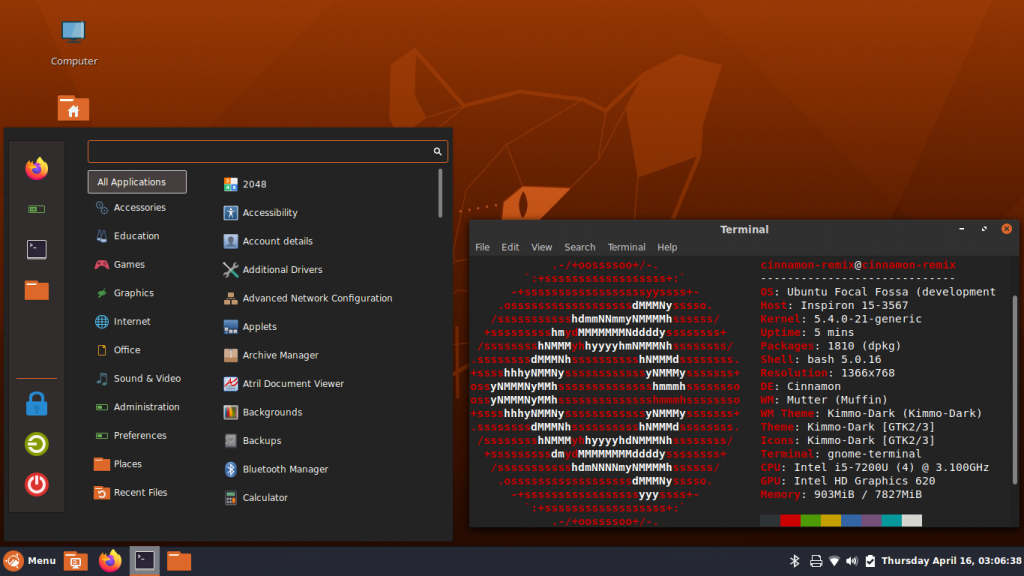
Ubuntu Cinnamon 20.04
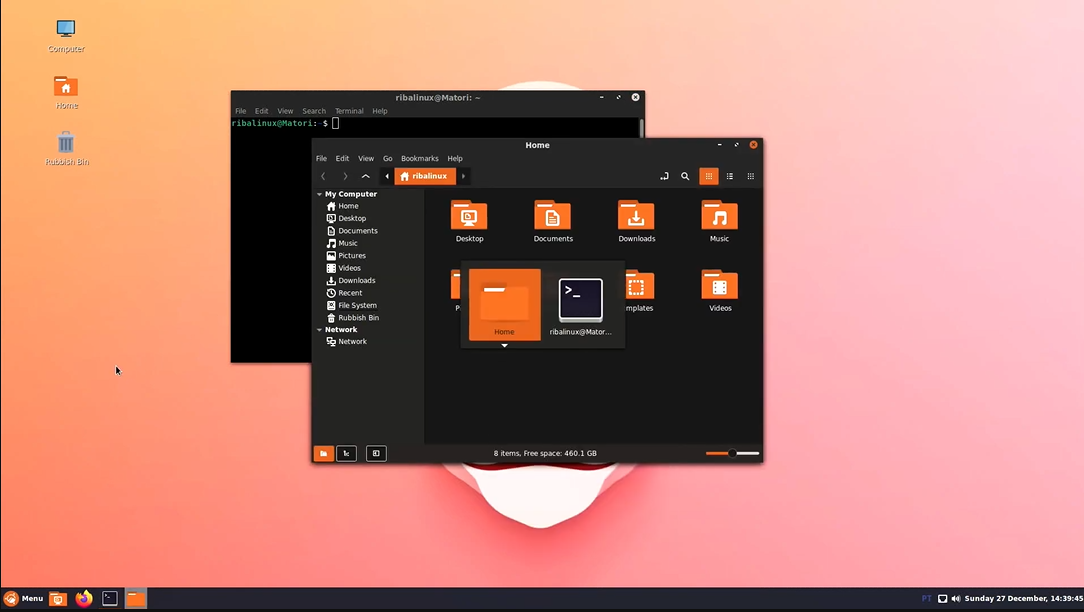
Ubuntu Cinnamon 20.10
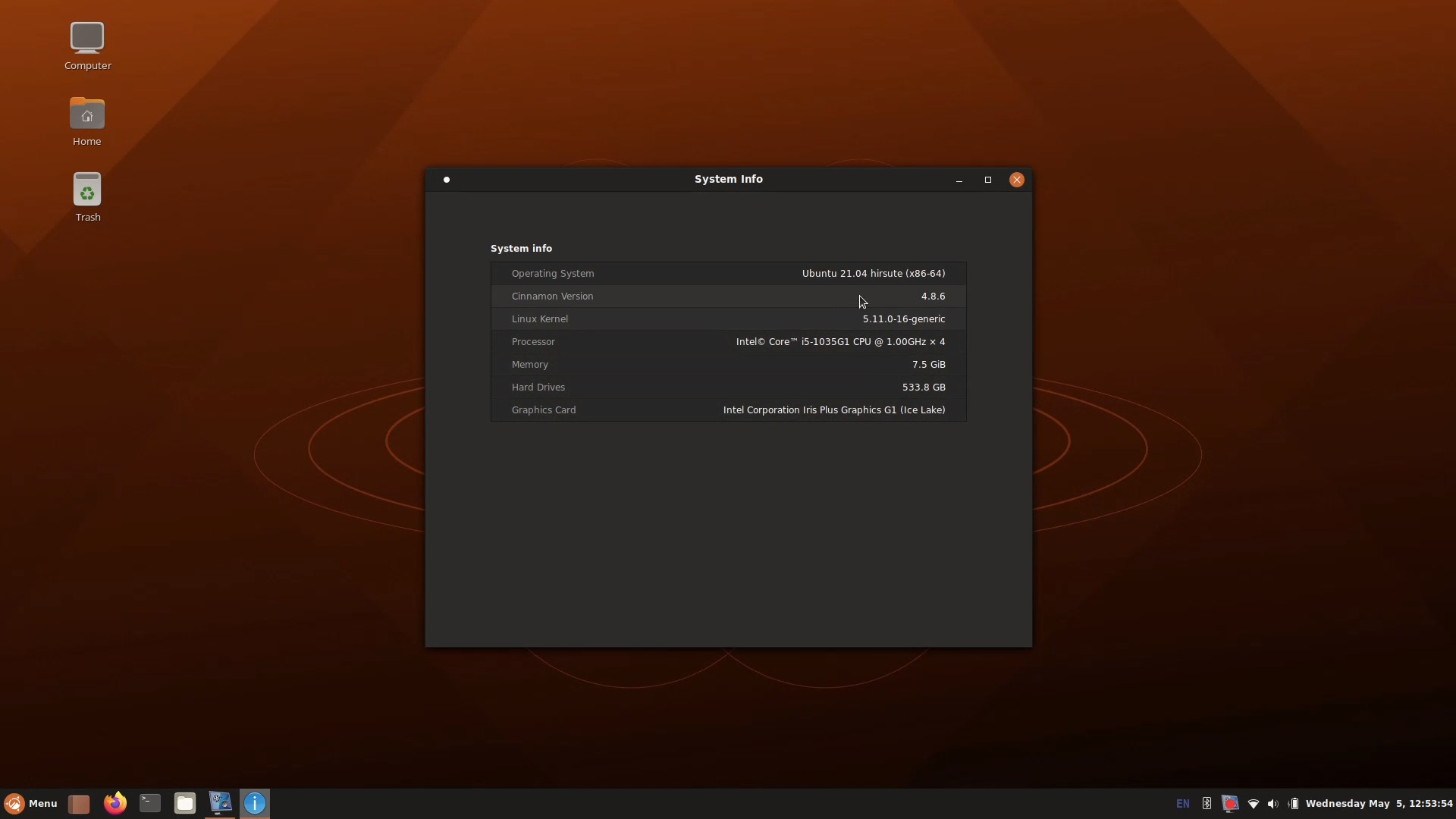
Ubuntu Cinnamon 21.04
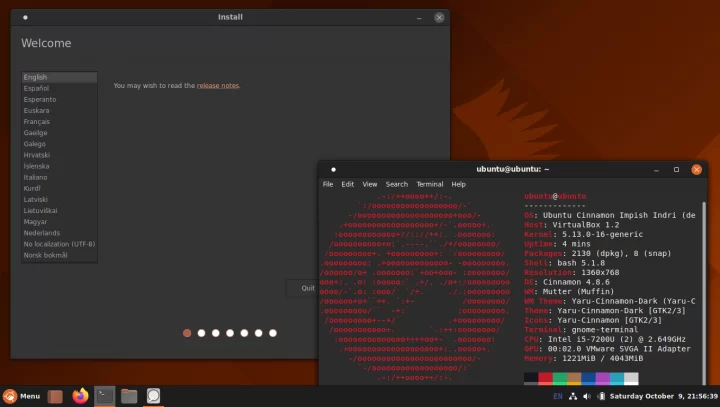
Ubuntu Cinnamon 21.10
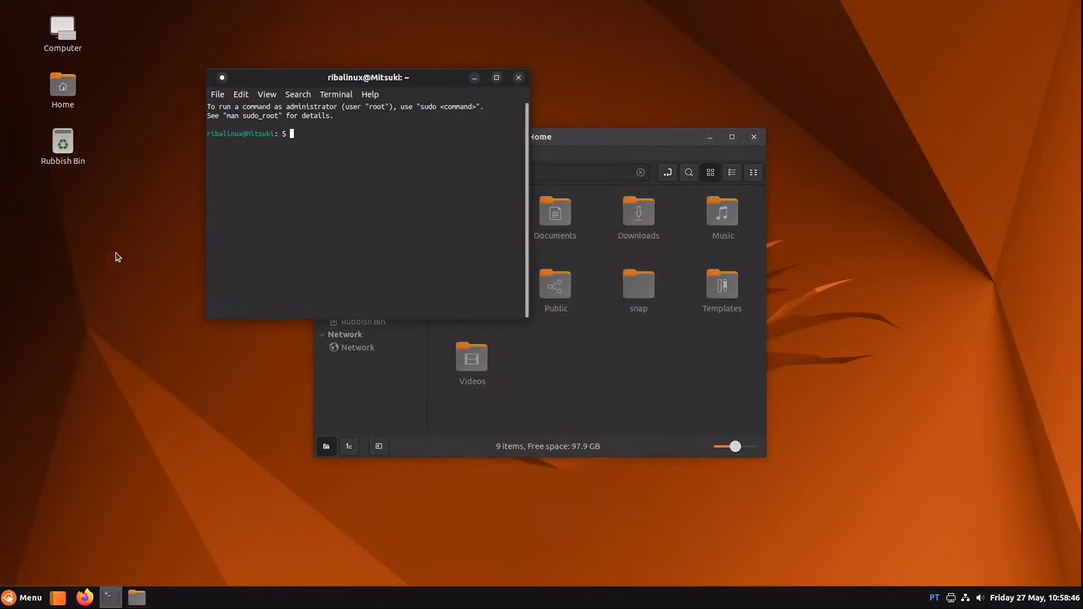
Ubuntu Cinnamon 22.04
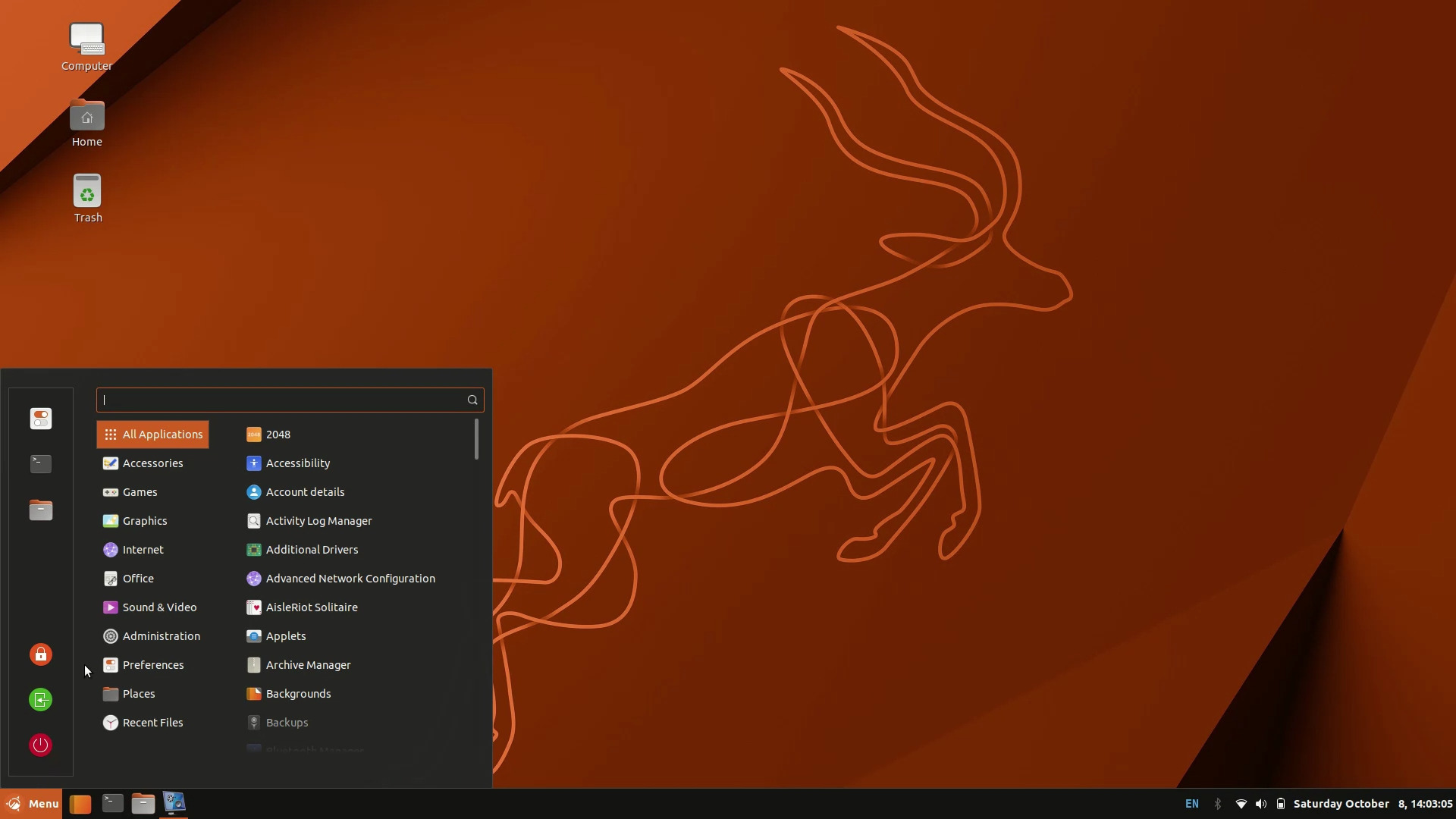
Ubuntu Cinnamon 22.10
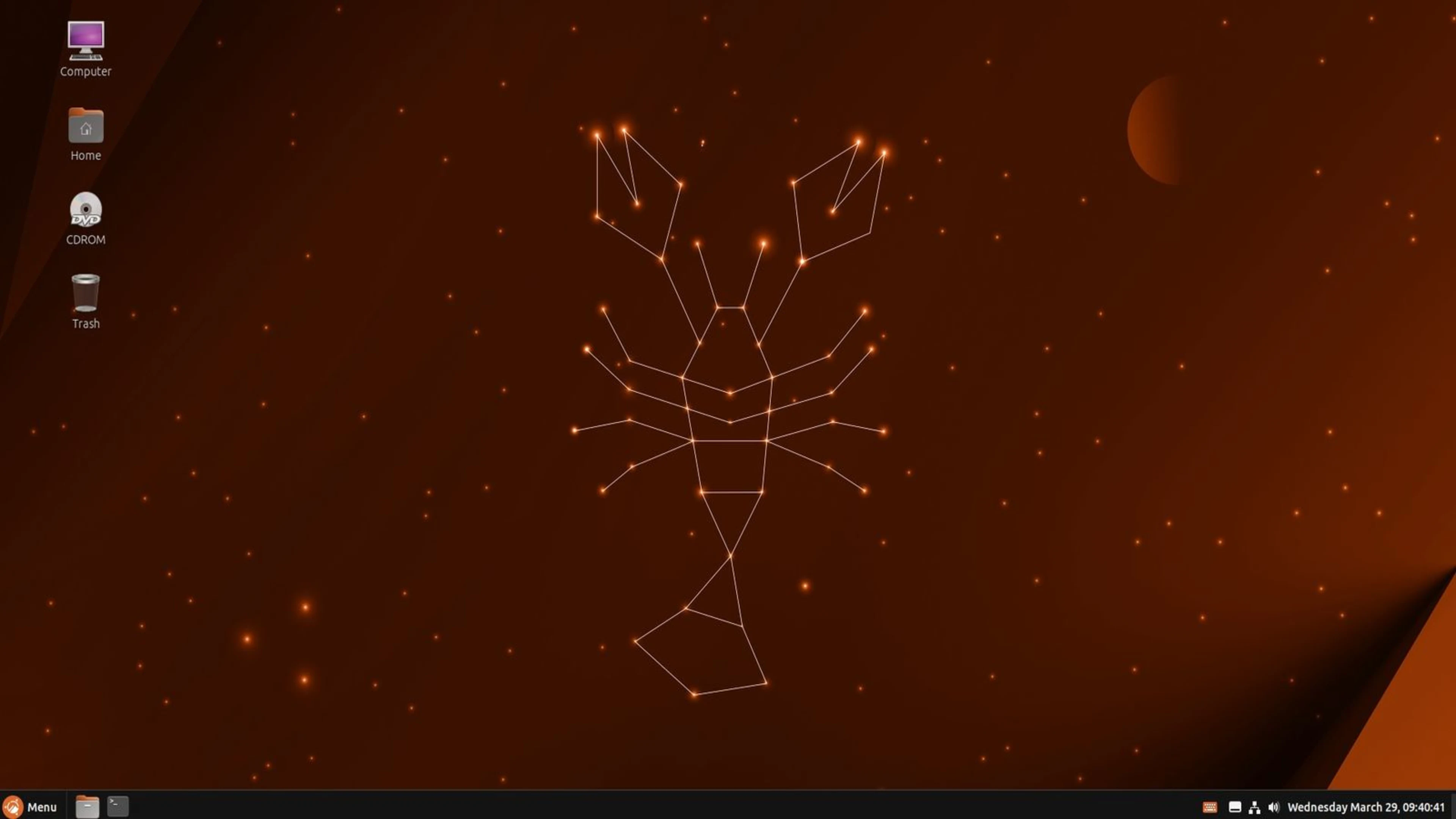
Ubuntu Cinnamon 23.04
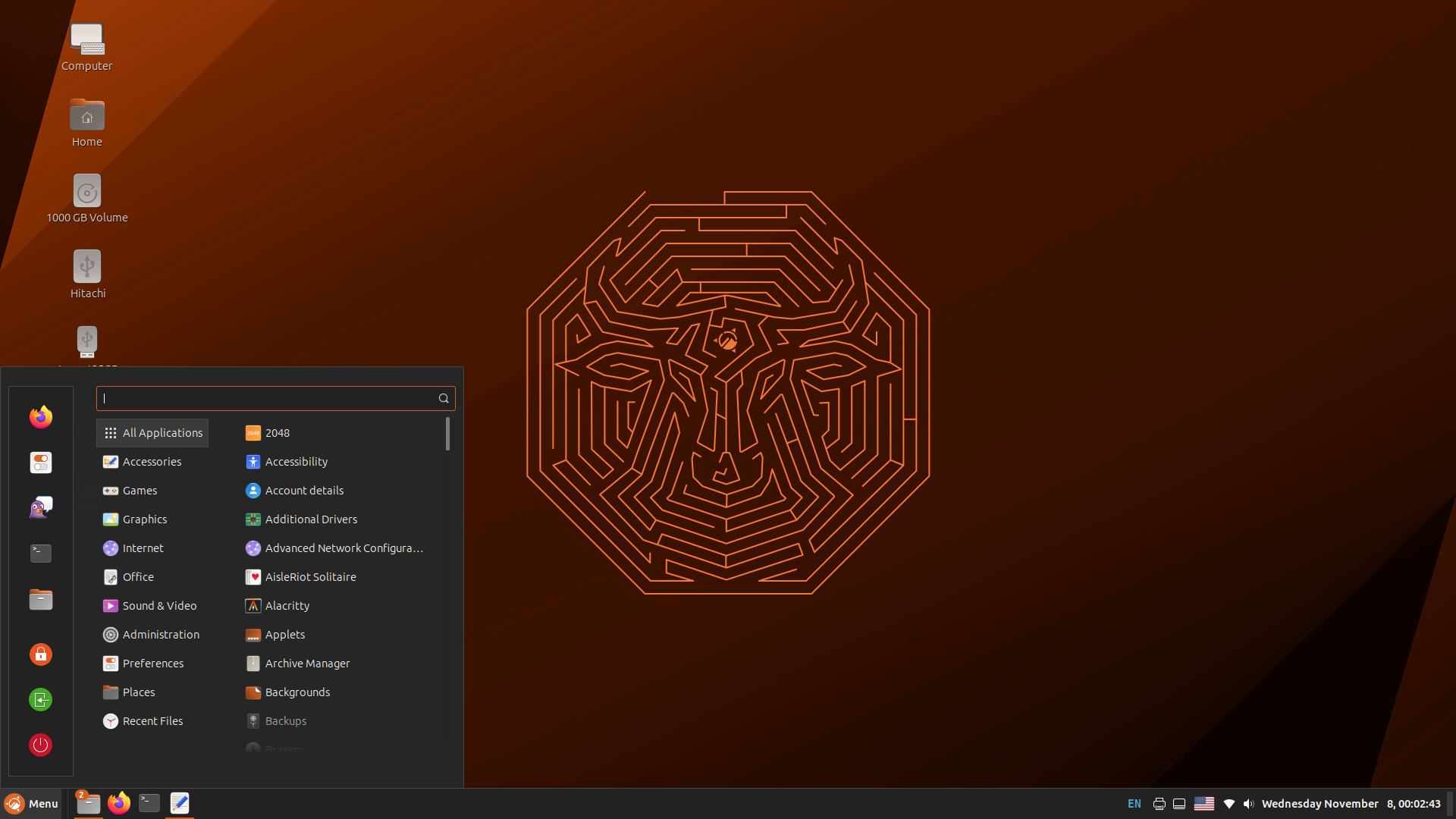
Ubuntu Cinnamon 23.10
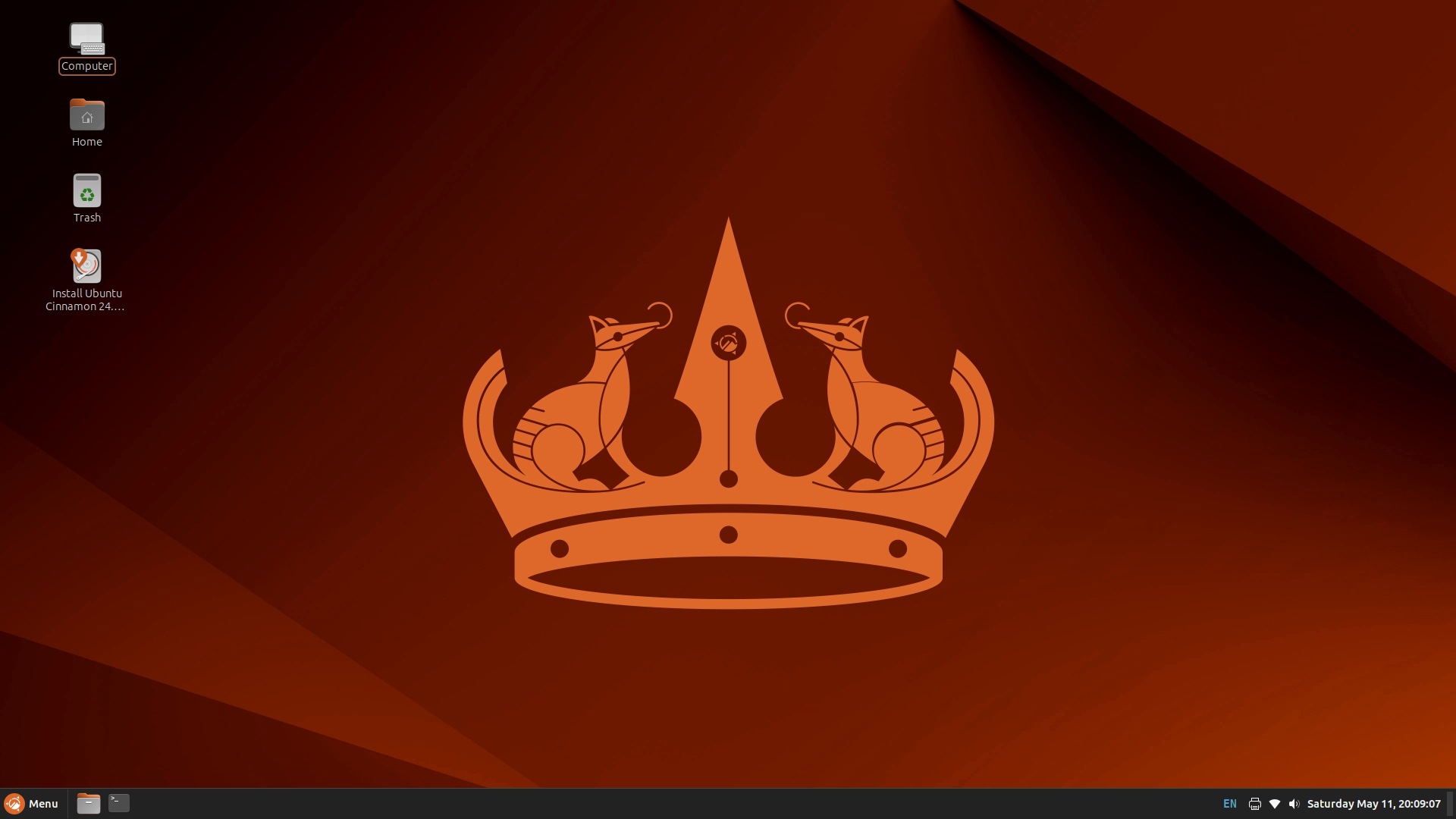
Ubuntu Cinnamon 24.04 LTS